# Evotella
Evotella là một chi thực vật có hoa trong họ, Orchidaceae.